# Odaiba
Odaiba (お台場),  também conhecida como Rainbow Town, é uma ilha artificial construída sobre entulhos que fica a 6 quilômetros de Tóquio, Japão. Pertence ao bairro de Minato.

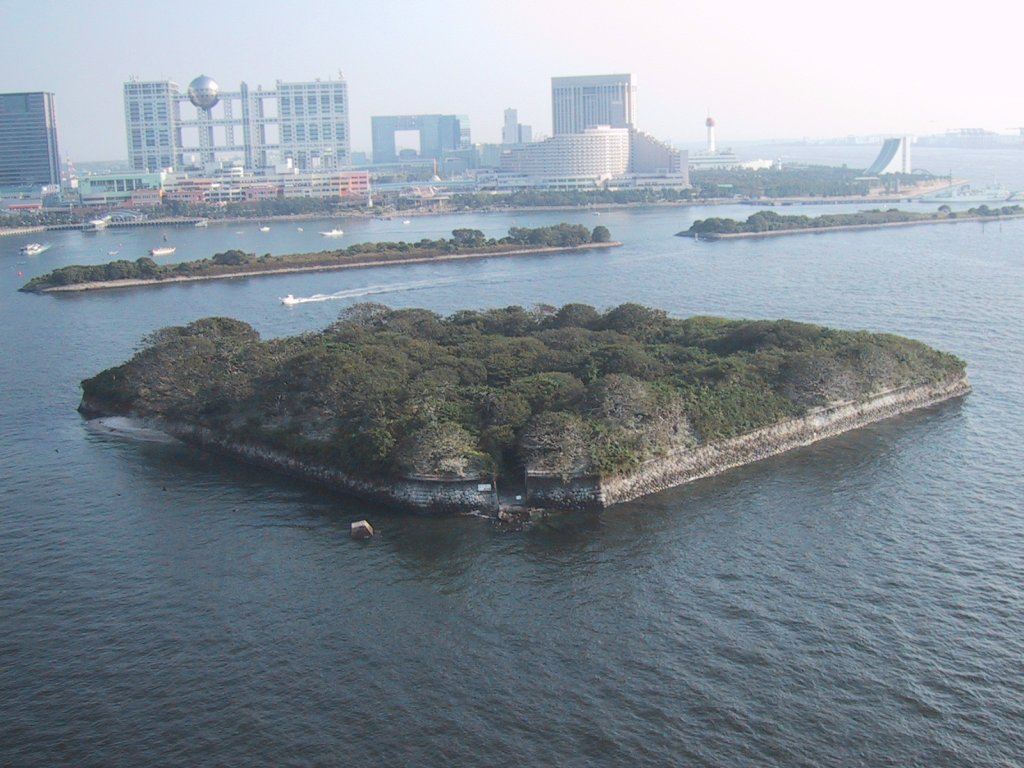
Vista de Odaiba pela ponte "Rainbow Bridge", com o estúdio de Televisão Fuji ao fundo.

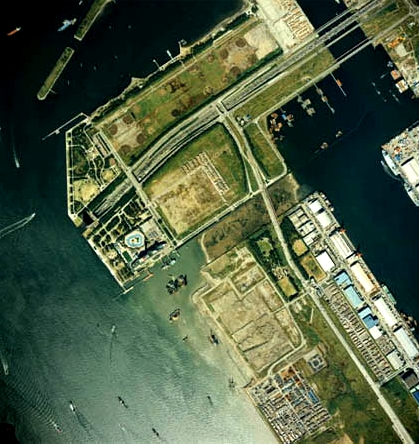
Visão aérea de Odaiba em 1989.

Construída a partir de um grande projeto arquitetônico em 1986, a ilha foi erguida em cima de 110 milhões de metros cúbicos de terra e resíduos de incineração.
Sobre a ilha foi construída uma praia artificial com  areia esbranquiçada e área gramada, muito usada para se bronzear ou praticar esportes náuticos.
Odaiba foi uma das sedes dos Jogos Olímpicos de Verão de 2020. O voleibol de praia foi hospedado em um ginásio temporário no Shiokaze Park, e o triatlo e maratona aquática ocorreram no Parque Marinho Odaiba.

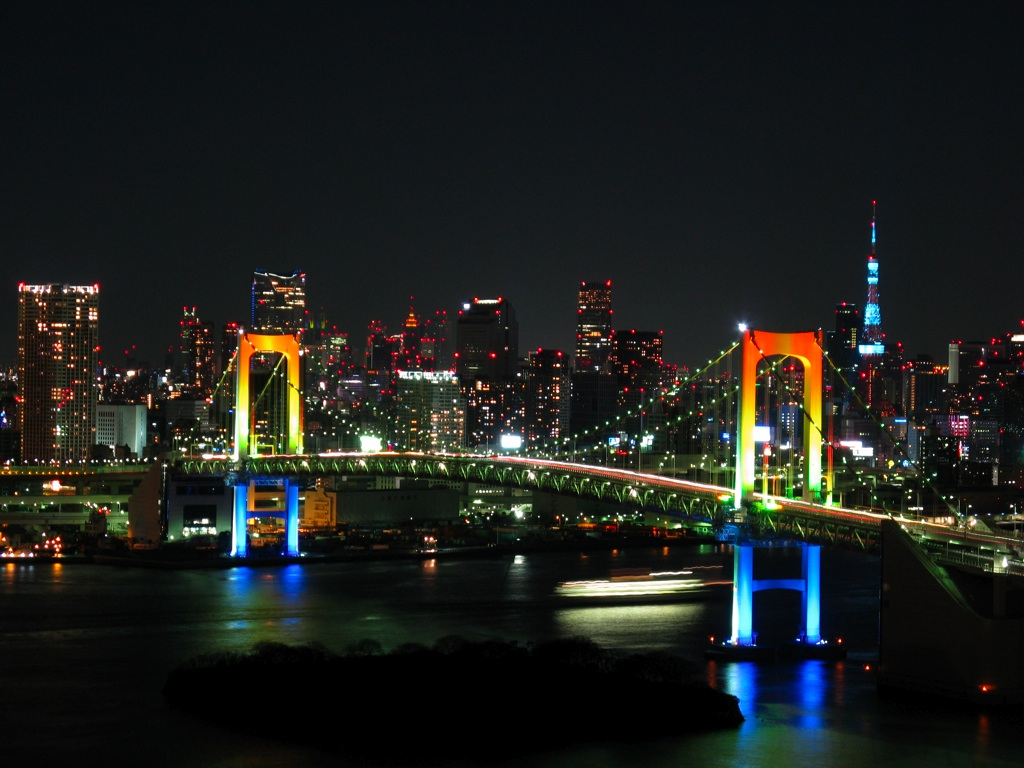
Rainbow Bridge.
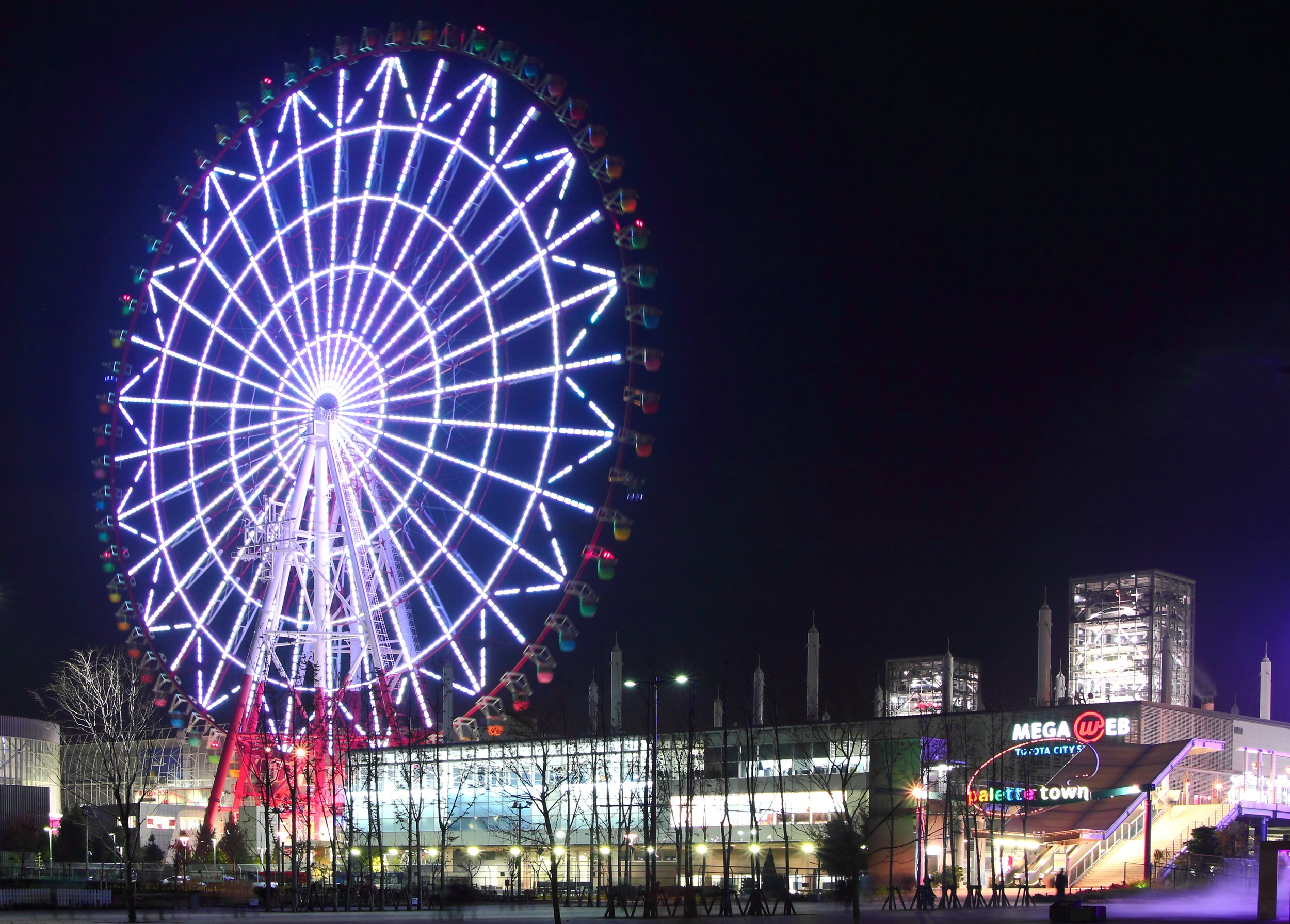
Palette Town.
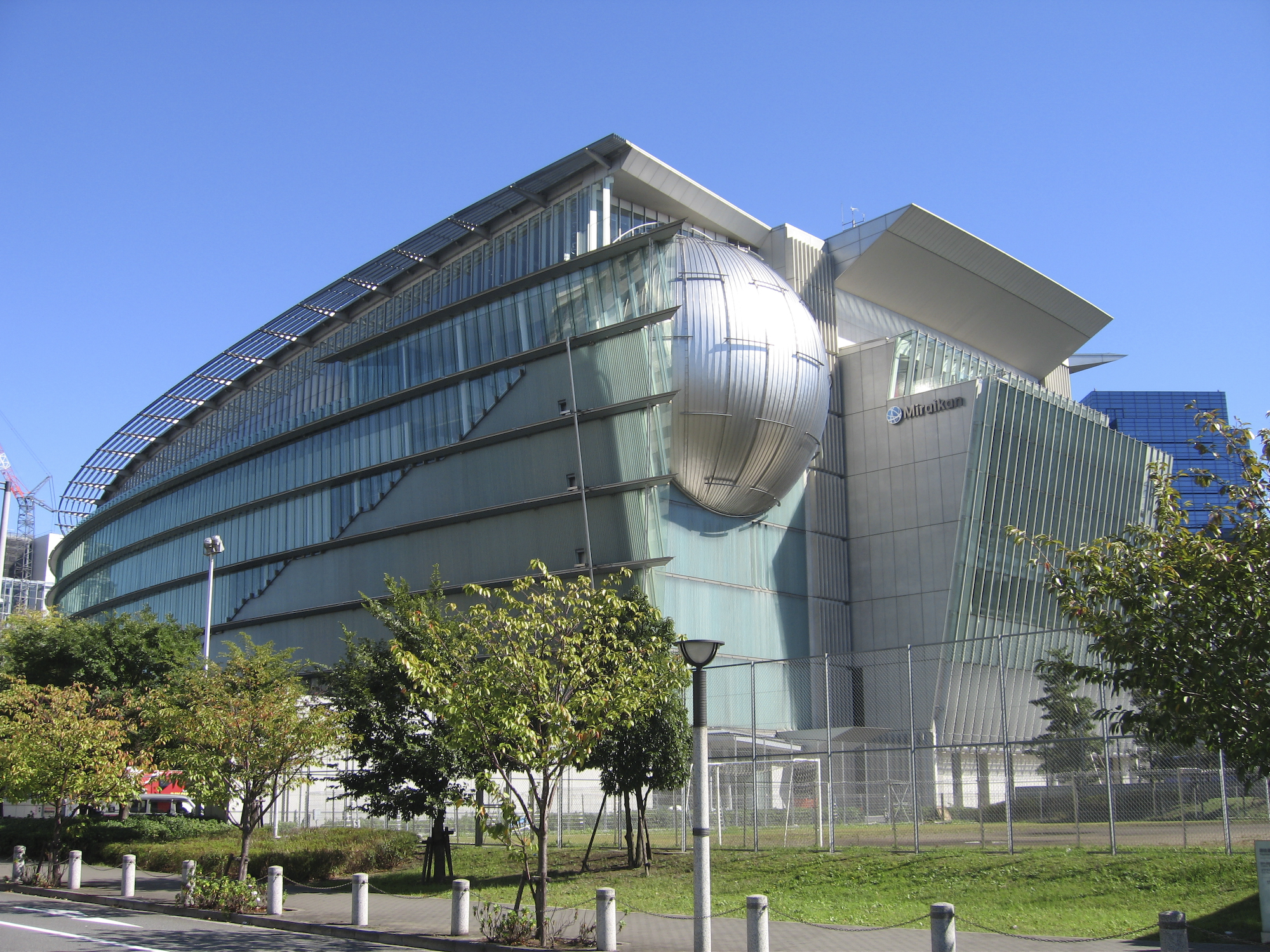
Miraikan.
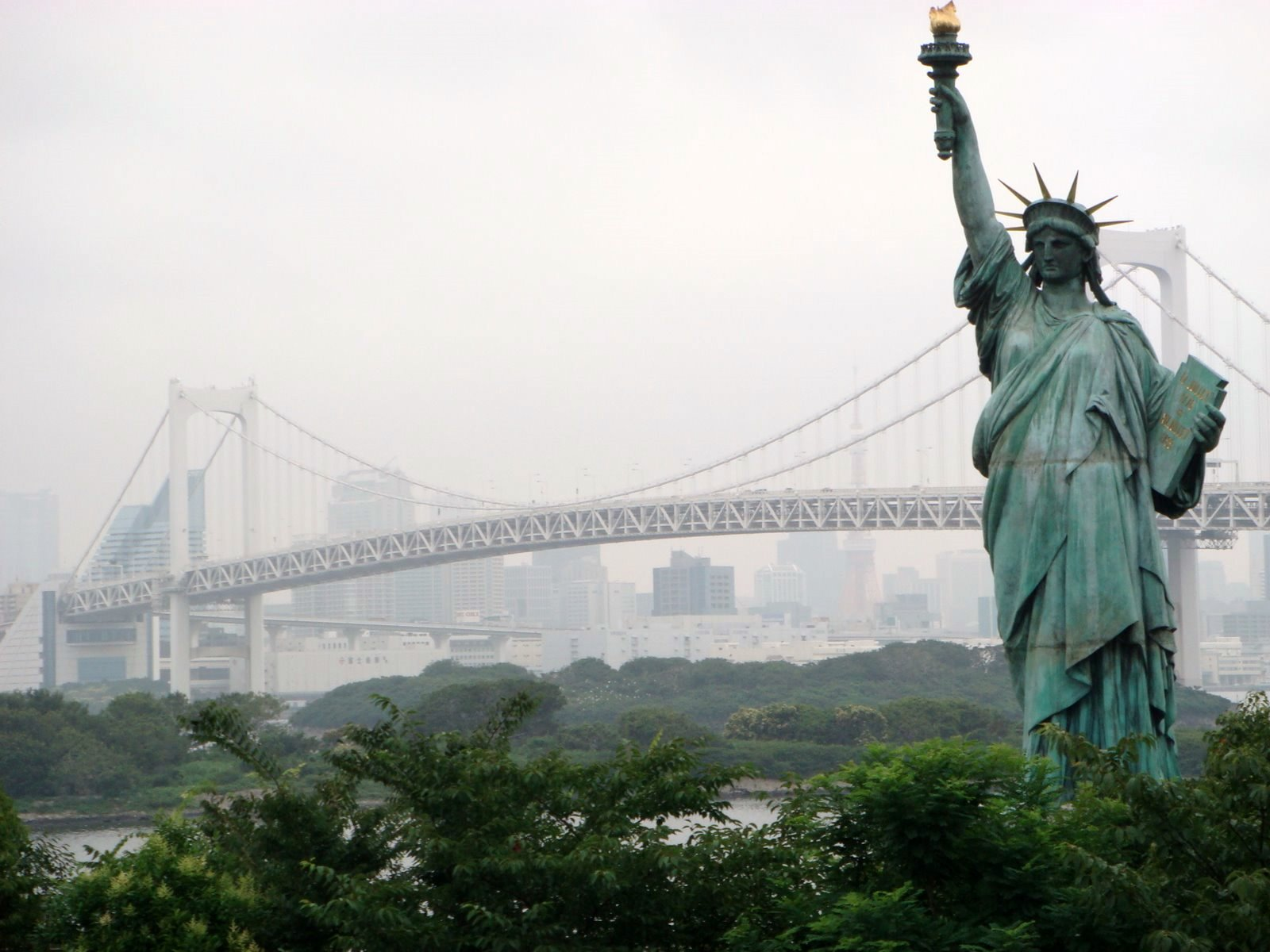
Réplica da Estátua da Liberdade na frente da Rainbow Bridge.
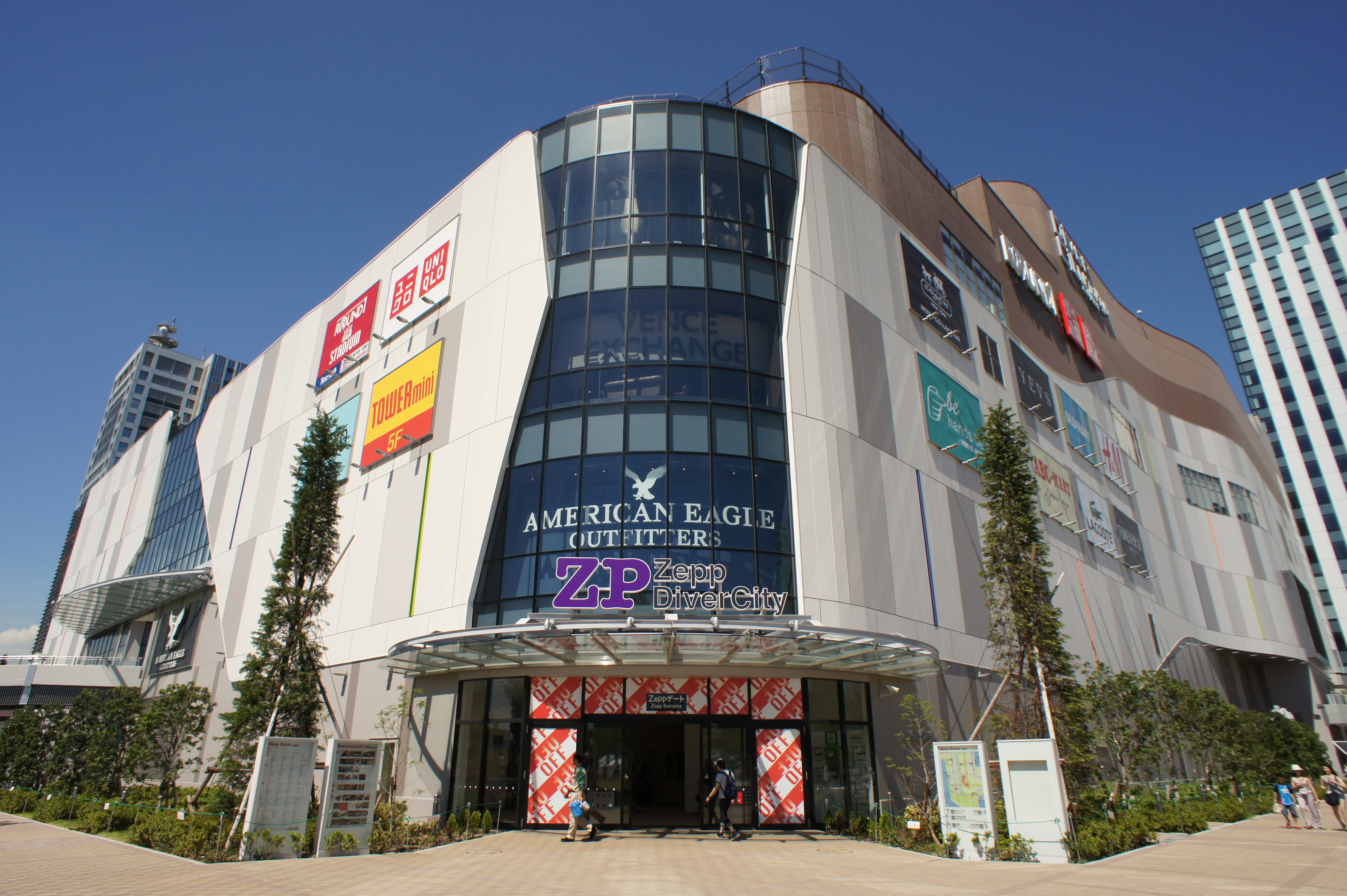
Zepp DiverCity.